# 世子消失了
《世子消失了》（韓語：세자가 사라졌다）為韩国MBN自2024年4月13日至6月16日播出的周末迷你剧。該電視劇以朝鲜王朝時代為背景，講述王世子被即將成為王世子嬪的女人綁架，而發生的一系列故事。台灣由friDay影音、香港由Viu緊跟韓國同日上線。

## 演員與角色
- Suho（童年：鄭賢俊）飾演世子李乾[註 1]（粵語配音：陳漢祺）

朝鮮現任君王海宗的長子，同時也是海宗已逝正妻張氏的長男。在父親反正並登上寶座後，受冊封為世子。
- 洪藝智飾演崔明允（粵語配音：石梓晴）

預備世子嬪，御醫的女兒。在父親和王室的協議下，被內定為世子嬪。
- 明世彬飾演昭秀大妃閔氏（粵語配音：鄭家蕙）

本名閔水蓮，前前代君王的第二任中殿。
- 金柱憲飾演崔相祿（粵語配音：李家傑）

御醫，內醫院的首長，也是明允的父親。
- 金旻奎飾演都城大君（粵語配音：潘昀雋）

世子李乾的異母兄弟，海宗第二任夫人中殿尹氏的大兒子。
- 劉世禮飾演中殿尹氏（粵語配音：何凱怡）

都城大君的母親。在李乾生母逝世後，成為海宗的第二任中殿。
- 全晉吾飾演海宗（粵語配音：陳力航）

朝鮮的現任君王，也是李乾、都城大君的父親。
- 車光洙飾演尹理謙（粵語配音：周鑫霆）

左議政，中殿尹氏的父親，也是協助海宗反正登基的一等功臣。
- 金雪鎮飾演甲石（粵語配音：陳啟熾）

世子宮別監，李乾奶娘的兒子。
- 朴成娟飾演金尚宮（粵語配音：馮詠恩）

大妃殿尚宮。
- 孫鍾範飾演尹正代（粵語配音：陳啟熾）

漢城判尹，中殿尹氏的親戚。
- 徐材宇（서재우）飾演武白（粵語配音：譚禹）

崔相祿的護衛武士兼左右手。
- 金諾珍飾演五月（粵語配音：植婉雯）

明允的丫鬟。
- 海登·元（헤이든 원）飾演鐵頭

都城大君的心腹。
- 丁允敘飾演曹尚宮（粵語配音：楊婉潼）

中宮殿尚宮。
- 金聖賢飾演韓長壽（粵語配音：高瀚章）

東宮殿內侍。
- 金台根（김태근）飾演司諫

- 朴起德（박기덕）飾演尚膳（粵語配音：高瀚章）

大殿內官。
- 崔鐘允飾演仲永（粵語配音：黃尉斯）

內禁衛長。
- 南京邑飾演張顯睦

文衡大監，李乾的外祖父，南人的巨木。

## 分集
| 集數 | 標題 | 中譯標題 | 首播日期      | 南韓收視人數 （百萬） |
| ---- | --- | -------- | ------------- | --------------------- |
| 1    | 宮內發現屍體！？陷入危機的世子的命運是……？ 궁 안에서 발견된 시신!? 위기에 처한 세자의 운명은 과연..?                                                              |          | 2024年4月13日 | 0.332                 |
| 2    | 隱藏的和尋覓的……失蹤的世子的命運是……？ 감추려는 자와 찾으려는 자... 사라진 세자의 운명은 과연..?                                                                  |          | 2024年4月14日 | 待定                  |
| 3    | 遭刺的世子，漸漸增強的大妃的威脅……以及世子的廢位！？ 칼에 찔린 세자, 점점 강해지는 대비의 위협.. 그리고 세자의 폐위!?                                             |          | 2024年4月20日 | 0.550                 |
| 4    | 隱藏的真相與密會敗露的真面目……為愛成為世子！？ 감춰졌던 진실과 드러난 밀회의 정체.. 사랑을 위해서 세자가 되어라!?                                                 |          | 2024年4月21日 | 0.4190.556            |
| 5    | 倒下的王與處於死亡危機的世子……現在，大妃的世界來臨？！ 쓰러진 왕과 죽음의 위기에 처한 세자.. 이제 대비의 세상이 찾아온다!?                                        |          | 2024年4月27日 | 0.3670.572            |
| 6    | 成為大逆罪人的世子，一夕間遭到追捕！？那空位…… 대역 죄인이 된 세자, 하루아침에 쫓기는 신세가 되다!? 그 빈자리는 과연..                                            |          | 2024年4月28日 | 0.482                 |
| 7    | 昨日的兄弟成為今日的敵人，追捕者們不停歇……！ 어제의 형제는 오늘의 적이 되었고, 쫓는 자들은 멈추지 않는다..!                                                       |          | 2024年5月4日  | 0.5030.423            |
| 8    | 會被抓嗎……會被逮補嗎……！攸關生死瞬間的連續！ 붙잡힐 것인가.. 체포될 것인가..! 사활이 걸린 순간의 연속!                                                            |          | 2024年5月5日  | 0.7140.817            |
| 9    | 身份告白的洪藝智……左議政真面目暴露！？得死的人與得救的人！ 신분을 고백한 홍예지.. 드러나는 좌의정의 실체!? 죽이려는 자와 살리려는 자!                             |          | 2024年5月11日 | 0.5220.693            |
| 10   | 展開真相調查的Suho，決心復仇的明世彬，以及最終屈服的金旻奎……？ 진상 조사를 시작한 수호, 복수를 결심한 명세빈, 그리고 결국 굴복한 김민규..?                        |          | 2024年5月12日 | 0.6740.732            |
| 11   | 目擊父親衝擊性面貌的洪藝智，和回到宮闕的世子Suho！ 아버지의 충격적인 모습을 목격한 홍예지, 그리고 궁궐로 돌아온 세자 수호!                                        |          | 2024年5月18日 | 0.6270.792            |
| 12   | 直到最後仍在思索的大妃……然而氣味尚宮卻死了？！犯人究竟是誰…… 최후까지 생각하는 대비.. 그런데 기미 상궁이 죽어버렸다!? 범인은 과연 누구인가..                      |          | 2024年5月19日 | 0.7560.798            |
| 13   | 為了一個人而產生衝突的兩個男人，以及中殿與大妃的對立！？宮闕的緊張感升高……！ 한 사람을 향한 두 남자의 갈등, 그리고 중전과 대비의 대립!? 높아지는 궁궐의 긴장감..! |          | 2024年5月25日 | 0.5370.659            |
| 14   | 證人與證據……兩兄弟間的矛盾正式開始！？ 증인과 증거.. 그리고 본격적으로 시작된 두 형제간의 갈등!?                                                                  |          | 2024年5月26日 | 0.7590.756            |
| 15   | 為了扶養父親，世子的縝密計劃……！？王能睜開眼睛嗎 아버지를 일으키기 위한 세자의 치밀한 계획..!? 왕은 눈을 뜰 수 있을까                                             |          | 2024年6月1日  | 0.6210.751            |
| 16   | 兄弟不齊心，以及被趕出去的世子！？他們的命運是…… 어긋난 형제의 마음, 그리고 쫓겨나는 세자!? 이들의 운명은 과연...                                                 |          | 2024年6月2日  | 0.7540.837            |
| 17   | 甦醒的主上，和隱密開始的計劃……誰會成為勝利者 깨어난 임금, 그리고 은밀히 시작된 계획... 누가 승자가 될 것인가                                                      |          | 2024年6月8日  | 0.8021.020            |
| 18   | 歸來的主上，以及復仇的開始……！心意交錯的三個人又會變得如何 돌아온 임금, 그리고 복수의 시작..! 마음이 엇갈린 세 사람은 어떻게 될 것인가                            |          | 2024年6月9日  | 0.9501.036            |
| 19   | 危殆的主上，計畫反正的勢力們……誰能稱王 위태로운 임금, 반정을 계획하는 세력들.. 누가 왕이 될 것인가                                                                |          | 2024年6月15日 | 0.7610.900            |
| 20   | 反正的開始！？危殆的宮闕，而他們的結局又會如何呢 반정의 시작!? 위태로운 궁궐, 그들의 최후는 어떻게 될 것인가                                                      |          | 2024年6月16日 | 0.8760.987            |

## 收視率
《世子消失了》於2024年4月13日在韓國綜合編成頻道MBN開播，首集獲得1.5%的收視率。最終第20集創下自身最高收視5.1%，瞬間收視最高達5.6%。
本劇收視與地上波SBS於同時段播映的金土劇《7人的復活》，和同屬綜合編成的JTBC土日劇《雖然不是英雄》，以及有線電視的tvN土日劇《畢業》產生拉鋸。其中有3集收視超越《7人的復活》、3集低於該劇；有8集低於《雖然不是英雄》、4集超越該劇；有5集超越《畢業》，其餘7集均低於該劇。
與其他同期播映的週末戲劇相比，本劇收視低於地上波的KBS 2TV週末劇《美女與純情男》，和MBC金土劇《美好世界》、《搜查班長1958》、《我們，家》，還有SBS金土劇《聯結》，以及JTBC土日劇《Hide》、tvN土日劇《淚之女王》，但高於JTBC土日劇《她的日與夜》。2024年6月第1週，躋身韓國付費電視（綜合編成、有線電視）週間收視第4名，隔週下跌至第5名。
| 季數 | 季數 | 每季集數 | 每季集數 | 每季集數 | 每季集數 | 每季集數 | 每季集數 | 每季集數 | 每季集數 | 每季集數 | 每季集數 | 每季集數 | 每季集數 | 每季集數 | 每季集數 | 每季集數 | 每季集數 | 每季集數 | 每季集數 | 每季集數 | 每季集數 |
| 季數 | 季數 | 1        | 2        | 3        | 4        | 5        | 6        | 7        | 8        | 9        | 10       | 11       | 12       | 13       | 14       | 15       | 16       | 17       | 18       | 19       | 20       |
| ---- | ---- | -------- | -------- | -------- | -------- | -------- | -------- | -------- | -------- | -------- | -------- | -------- | -------- | -------- | -------- | -------- | -------- | -------- | -------- | -------- | -------- |
|      | 1    | 332      | 不適用   | 550      | 556      | 572      | 482      | 503      | 817      | 693      | 732      | 792      | 798      | 659      | 759      | 751      | 837      | 1020     | 1036     | 900      | 987      |

| 集數 | 標題                                                                         | 播出日期      | 尼爾森全國收視率 | 尼爾森全國收視率 | 尼爾森首都圈收視率 | 尼爾森首都圈收視率 |
| 集數 | 標題                                                                         | 播出日期      | 家庭戶比例       | 人數（百萬）     | 家庭戶比例         | 人數（百萬）       |
| ---- | ---------------------------------------------------------------------------- | ------------- | ---------------- | ---------------- | ------------------ | ------------------ |
| 1    | 宮內發現屍體！？陷入危機的世子的命運是……？                                   | 2024年4月13日 | 0.91%            | —                | —                  | —                  |
| 1    | 宮內發現屍體！？陷入危機的世子的命運是……？                                   | 2024年4月13日 | 1.452%           | 0.332            | —                  | —                  |
| 2    | 隱藏的和尋覓的……失蹤的世子的命運是……？                                       | 2024年4月14日 | 1.031%           | —                | —                  | —                  |
| 2    | 隱藏的和尋覓的……失蹤的世子的命運是……？                                       | 2024年4月14日 | 1.148%           | —                | —                  | —                  |
| 3    | 遭刺的世子，漸漸增強的大妃的威脅……以及世子的廢位！？                         | 2024年4月20日 | 1.2%             | —                | —                  | —                  |
| 3    | 遭刺的世子，漸漸增強的大妃的威脅……以及世子的廢位！？                         | 2024年4月20日 | 2.623%           | 0.550            | 2.444%             | 0.254              |
| 4    | 隱藏的真相與密會敗露的真面目……為愛成為世子！？                               | 2024年4月21日 | 1.93%            | 0.419            | 1.711%             | 0.193              |
| 4    | 隱藏的真相與密會敗露的真面目……為愛成為世子！？                               | 2024年4月21日 | 2.511%           | 0.556            | 2.174%             | 0.243              |
| 5    | 倒下的王與處於死亡危機的世子……現在，大妃的世界來臨？！                       | 2024年4月27日 | 1.584%           | 0.367            | —                  | 0.150              |
| 5    | 倒下的王與處於死亡危機的世子……現在，大妃的世界來臨？！                       | 2024年4月27日 | 2.792%           | 0.572            | 2.159%             | 0.242              |
| 6    | 成為大逆罪人的世子，一夕間遭到追捕！？那空位……                               | 2024年4月28日 | 1.45%            | —                | —                  | —                  |
| 6    | 成為大逆罪人的世子，一夕間遭到追捕！？那空位……                               | 2024年4月28日 | 2.376%           | 0.482            | 1.847%             | 0.190              |
| 7    | 昨日的兄弟成為今日的敵人，追捕者們不停歇……！                                 | 2024年5月4日  | 2.064%           | 0.423            | 1.565%             | 0.170              |
| 7    | 昨日的兄弟成為今日的敵人，追捕者們不停歇……！                                 | 2024年5月4日  | 2.345%           | 0.503            | 1.753%             | 0.191              |
| 8    | 會被抓嗎……會被逮補嗎……！攸關生死瞬間的連續！                                 | 2024年5月5日  | 3.296%           | 0.714            | 3.297%             | 0.381              |
| 8    | 會被抓嗎……會被逮補嗎……！攸關生死瞬間的連續！                                 | 2024年5月5日  | 3.636%           | 0.817            | 3.519%             | 0.418              |
| 9    | 身份告白的洪藝智……左議政真面目暴露！？得死的人與得救的人！                   | 2024年5月11日 | 2.583%           | 0.522            | 1.983%             | 0.217              |
| 9    | 身份告白的洪藝智……左議政真面目暴露！？得死的人與得救的人！                   | 2024年5月11日 | 3.237%           | 0.693            | 2.924%             | 0.335              |
| 10   | 展開真相調查的Suho，決心復仇的明世彬，以及最終屈服的金旻奎……？               | 2024年5月12日 | 2.993%           | 0.674            | 2.334%             | 0.271              |
| 10   | 展開真相調查的Suho，決心復仇的明世彬，以及最終屈服的金旻奎……？               | 2024年5月12日 | 3.086%           | 0.732            | 2.470%             | 0.303              |
| 11   | 目擊父親衝擊性面貌的洪藝智，和回到宮闕的世子Suho！                           | 2024年5月18日 | 3.051%           | 0.627            | 2.711%             | 0.234              |
| 11   | 目擊父親衝擊性面貌的洪藝智，和回到宮闕的世子Suho！                           | 2024年5月18日 | 3.783%           | 0.792            | 3.317%             | 0.298              |
| 12   | 直到最後仍在思索的大妃……然而氣味尚宮卻死了？！犯人究竟是誰……                 | 2024年5月19日 | 3.575%           | 0.756            | 3.257%             | 0.300              |
| 12   | 直到最後仍在思索的大妃……然而氣味尚宮卻死了？！犯人究竟是誰……                 | 2024年5月19日 | 3.826%           | 0.798            | 3.899%             | 0.375              |
| 13   | 為了一個人而產生衝突的兩個男人，以及中殿與大妃的對立！？宮闕的緊張感升高……！ | 2024年5月25日 | 2.311%           | 0.537            | 1.810%             | 0.212              |
| 13   | 為了一個人而產生衝突的兩個男人，以及中殿與大妃的對立！？宮闕的緊張感升高……！ | 2024年5月25日 | 2.944%           | 0.659            | 2.791%             | 0.303              |
| 14   | 證人與證據……兩兄弟間的矛盾正式開始！？                                       | 2024年5月26日 | 3.734%           | 0.759            | 3.457%             | 0.337              |
| 14   | 證人與證據……兩兄弟間的矛盾正式開始！？                                       | 2024年5月26日 | 3.647%           | 0.756            | 3.260%             | 0.336              |
| 15   | 為了扶養父親，世子的縝密計劃……！？王能睜開眼睛嗎                             | 2024年6月1日  | 3.004%           | 0.621            | 2.822%             | 0.252              |
| 15   | 為了扶養父親，世子的縝密計劃……！？王能睜開眼睛嗎                             | 2024年6月1日  | 3.542%           | 0.751            | 3.197%             | 0.305              |
| 16   | 兄弟不齊心，以及被趕出去的世子！？他們的命運是……                             | 2024年6月2日  | 3.471%           | 0.754            | 3.116%             | 0.349              |
| 16   | 兄弟不齊心，以及被趕出去的世子！？他們的命運是……                             | 2024年6月2日  | 3.976%           | 0.837            | 3.809%             | 0.399              |
| 17   | 甦醒的主上，和隱密開始的計劃……誰會成為勝利者                                 | 2024年6月8日  | 3.343%           | 0.802            | 3.079%             | 0.366              |
| 17   | 甦醒的主上，和隱密開始的計劃……誰會成為勝利者                                 | 2024年6月8日  | 4.350%           | 1.020            | 4.023%             | 0.445              |
| 18   | 歸來的主上，以及復仇的開始……！心意交錯的三個人又會變得如何                   | 2024年6月9日  | 4.094%           | 0.950            | 3.674%             | 0.417              |
| 18   | 歸來的主上，以及復仇的開始……！心意交錯的三個人又會變得如何                   | 2024年6月9日  | 4.517%           | 1.036            | 4.504%             | 0.507              |
| 19   | 危殆的主上，計畫反正的勢力們……誰能稱王                                       | 2024年6月15日 | 3.556%           | 0.761            | 3.168%             | 0.333              |
| 19   | 危殆的主上，計畫反正的勢力們……誰能稱王                                       | 2024年6月15日 | 4.244%           | 0.900            | 3.847%             | 0.397              |
| 20   | 反正的開始！？危殆的宮闕，而他們的結局又會如何呢                             | 2024年6月16日 | 4.596%           | 0.876            | 4.433%             | 0.398              |
| 20   | 反正的開始！？危殆的宮闕，而他們的結局又會如何呢                             | 2024年6月16日 | 5.095%           | 0.987            | 4.833%             | 0.454              |

## 外部連結
- 官方网站 
- Daum上《世子消失了》的資料

## 電視節目的變遷
| MBN 週末迷你劇                                  | MBN 週末迷你劇                                     | MBN 週末迷你劇 |
| ----------------------------------------------- | -------------------------------------------------- | -------------- |
|                                                 | 世子消失了 （2024年4月13日—2024年6月16日）         |                |
| 完美的結婚公式 （2023年10月28日—2023年12月3日） | 金土劇 壞記憶橡皮擦 （2024年8月2日—2024年9月21日） |                |

| 香港 Viu 頻道 每日 22:00 - 23:00          | 香港 Viu 頻道 每日 22:00 - 23:00            | 香港 Viu 頻道 每日 22:00 - 23:00 |
| ----------------------------------------- | ------------------------------------------- | -------------------------------- |
|                                           | 世子消失了 （2025年1月25日－2025年2月22日） |                                  |
| 7人的復活 （2025年1月1日－2025年1月24日） | 我們，家 （2025年2月23日－2025年3月11日）   |                                  |